# Camille Bouchard
Pour les articles homonymes, voir Bouchard.
Camille Bouchard est un écrivain québécois né le 22 avril 1955 à Forestville.

## Biographie
Camille Bouchard est né en 1955 à Forestville, sur la Côte-Nord. Il fréquente les milieux de la télévision, du cinéma et du théâtre et, en 1978, fait paraître dans le magazine Solaris une première nouvelle de science-fiction intitulée Mourir éternellement. Il signe encore quelques nouvelles dans ce genre, dont Les Ancêtres, qui lui vaut son premier prix littéraire, le Prix Dagon, en 1979.
Globe-trotter, il séjourne dans plusieurs pays d'Asie du Sud-Est, d'Afrique, d'Amérique du Sud et dans le sous-continent indien. En marge de ses voyages, il vit pendant de nombreuses années sur la Côte-Nord avant de s'installer dans un motorisé pour parcourir les routes d'Amérique.
En 1986, il publie Les Griffes de l'empire, son premier roman pour adolescents. Suivront une centaine de romans grand public, pour adolescents et textes pour enfants, dont les séries Les Voyages de Nicolas Méric et Les Atypiques. Ses romans appartiennent à divers genres populaires : fantastique, roman policier, science-fiction, roman historique et roman policier historique.
Il est lauréat de plusieurs prix littéraires, dont le Prix du Gouverneur général en 2005 pour Le Ricanement des hyènes, et fut par la suite finaliste à huit reprises pour ce prix. Il remporta également le prix Alibis de la meilleure nouvelle policière 2015.

## Œuvre

### Romans
- Des larmes mêlées de cendres, Montréal, Éditions Stanké, 2000, 436 p.  (ISBN 9782760406940)
- Les Petits Soldats, Montréal, Éditions Triptyque, 2002, 405 p.  (ISBN 9782890314504)
- Les Enfants de chienne, Longueuil, Éditions La Veuve Noire, 2004, 304 p.  (ISBN 9782980809675)
- Les Démons de Bangkok, Longueuil, Éditions La Veuve Noire, 2005, 376 p.  (ISBN 2-923291-01-8)
- Une histoire compliquée, Longueuil, Éditions La Veuve Noire, 2005, 166 p.  (ISBN 2-923291-03-4)
- L'Agence Kavongo, Québec, Alire, 2007, 270 p.  (ISBN 9782896150199)
- L'Homme de partout, Montréal, L'Hexagone, 2013, 127 p.  (ISBN 9782896480258)
- La Croix blanche et l'épée, Molntréal, VLB éditeurs, 2014, 565 p.  (ISBN 9782896495238)
- Cartel, Québec, Alire, 2015, 273 p.  (ISBN 9782896151806)
- Et Dieu perd son temps, Québec, Alire, 2016, 265 p.  (ISBN 9782896152148)
- La puanteur des morts, Montréal, Québec Amérique, 2017, 404 p.  (ISBN 9782764433812)
- L'affaire de Maria Gomez, Montréal, Les Éditions de la Bagnole, 2013, 137 p.  (ISBN 9782897140830)
- la Caravane des 102 lunes

### Ouvrages de littérature d'enfance et de jeunesse

#### Romans pour enfants

##### SériePinso
- Des étoiles sur notre maison, Saint-Lambert, Dominique et compagnie, 2003, 44 p.  (ISBN 2-89512-324-1)
- Lune de miel, Saint-Lambert, Dominique et compagnie, 2004, 45 p.  (ISBN 2-89512-374-8)
- Les Magiciens de l'arc-en-ciel, Saint-Lambert, Dominique et compagnie, 2005, 44p.  (ISBN 2-89512-468-X)
- Flocons d'étoiles, Saint-Lambert, Dominique et compagnie, 2007, 44 p.  (ISBN 978-2-89512-546-4)
- Le Soleil frileux, Saint-Lambert, Dominique et compagnie, 2008, 42 p.  (ISBN 978-2-89512-647-8)

##### SérieLa Bande des cinq continents
- La Mèche blanche, Saint-Lambert, Soulières, 2005, 98 p.  (ISBN 2-89607-030-3)
- Le Monstre de la Côte-Nord, Saint-Lambert, Soulières, 2006, 103 p.  (ISBN 2-89607-036-2)
- L'Étrange monsieur Singh, Saint-Lambert, Soulières, 2006, 130 p.  (ISBN 978-2-89607-042-8)
- Les Vampires de la montagne, Saint-Lambert, Soulières, 2007, 138 p.  (ISBN 978-2-89607-054-1)
- Pacte de vengeance, Saint-Lambert, Soulières, 2007, 127 p.  (ISBN 978-2-89607-061-9)

##### SérieLes Voyages de Nicolas Méric
- Danger en Thaïlande, Saint-Lambert, Dominique et compagnie, 2007, 72 p.  (ISBN 978-2-89512-620-1)
- Horreur en Égypte, Saint-Lambert, Dominique et compagnie, 2007, 72 p.  (ISBN 978-2-89512-621-8)
- Pirates en Somalie, Saint-Lambert, Dominique et compagnie, 2008, 74 p.  (ISBN 978-2-89512-658-4)
- Catastrophe en Guadeloupe, Saint-Lambert, Dominique et compagnie, 2008, 74 p.  (ISBN 978-2-89512-844-1)
- Complot en Espagne, Saint-Lambert, Dominique et compagnie, 2008, 74 p.  (ISBN 978-2-89512-693-5)
- Trafic au Burkina Faso, Saint-Lambert, Dominique et compagnie, 2009, 75 p.  (ISBN 978-2-89512-755-0)
- Terreur en Bolivie, Saint-Lambert, Dominique et compagnie, 2010, 74 p.  (ISBN 978-2-89512-942-4)
- Cauchemar en Éthiopie, Saint-Lambert, Dominique et compagnie, 2011, 75 p.  (ISBN 978-2-89512-956-1)
- Sacrilège en Inde, Saint-Lambert, Dominique et compagnie, 2011, 75 p.  (ISBN 978-2-89686-017-3)
- Furie à la Baie-James. Fusillade au Texas, Saint-Lambert, Dominique et compagnie, 2012, 120 p.  (ISBN 978-2-89686-101-9)
- Piège au Mexique. Angoisse en Louisiane, Saint-Lambert, Dominique et compagnie, 2012, 127 p.  (ISBN 9782896864324)

##### SérieFlibustiers du Nouveau Monde
- Le Trésor de l'esclave, Saint-Lambert, Dominique et compagnie, 2011, 164 p.  (ISBN 9782895129929)
- Le Diable à bord, Saint-Lambert, Dominique et compagnie, 2012, 160 p.  (ISBN 9782896860876)
- Le Temple aux cent mille morts, Saint-Lambert, Dominique et compagnie, 2013, 144 p.  (ISBN 978-2-89686-488-1)

##### SérieL'Antihorloge
- Les Fruits étranges de l'Alabama, Montréal, Éditions Bayard, 2015,  (ISBN 9782895796817)
- Le Complot pour tuer le conquistador, Montréal, Éditions Bayard, 2015,  (ISBN 9782895797166)
- Le Pianiste de la fin du monde, Montréal, Éditions Bayard, 2016,  (ISBN 9782895797098)

##### SérieLes Atypiques
- Ce matin-là à 7h22, Montréal, Québec Amérique, 2015, 168 p.  (ISBN 978-2-7644-2953-2)
- Le Masque de l’avant-centre, Montréal, Québec Amérique, 2016, 168 p.  (ISBN 978-2-7644-3059-0)
- Le Sortilège de la sorcière africaine, Montréal, Québec Amérique, 2016, 168 p.  (ISBN 978-2-7644-3210-5)

##### Autres romans pour enfants
- Le Parfum des filles, Saint-Lambert, Dominique et compagnie, 2006, 71 p.  (ISBN 2-89512-470-1)
- La Gentillesse des monstres, Montréal, Éditions de la Bagnole, 2014, 114 p.  (ISBN 9782897141257)
- Cinq cadavres, Montréal, Éditions Bayard, 2018, 72 p.  (ISBN 2897701420)

#### Romans pour adolescents

##### SérieEmpire
- Les Griffes de l'Empire, Montréal, Pierre Tisseyre, 1986, 159 p.  (ISBN 2890513157)
- L'Empire chagrin, Saint-Lambert, Éditions Héritage, 1991,197 p.  (ISBN 2762567556)

##### SérieLa Déesse noire
- La Déesse noire, Montréal, Éditions Boréal, 2004, 162 p.  (ISBN 2-7646-0315-0)
- Les Tueurs de la déesse noire, Montréal, Éditions Boréal, 2005, 134 p.  (ISBN 2-7646-0368-1)

##### SériePirates
- L'Île de la licorne, Montréal, Hurtubise, 2008, 249 p.  (ISBN 978-2-89647-076-1)
- La Fureur de Juracán, Montréal, Hurtubise, 2008, 300 p.  (ISBN 9782896471041)
- L'Emprise des cannibales, Montréal, Hurtubise, 2008, 290 p.  (ISBN 9782896471614)
- Les Armes du vice-roi, Montréal, Hurtubise, 2009, 315 p.  (ISBN 9782896471904)
- Trésor noir, Montréal, Hurtubise, 2010, 357 p.  (ISBN 9782896472444)

##### SérieÀ bord de l'«Ouragan»
- Le Trésor perdu, Montréal, Hurtubise, 2008, 230 p.  (ISBN 978-2-89647-612-1)
- La Religion des autres, Montréal, Hurtubise, 2008, 258 p.  (ISBN 9782896479092)

##### SérieL'Après-monde
- L'Après-monde, Montréal, Éditions Bayard, 2011,151 p.  (ISBN 9782895793823)
- L'Impossible Secret, Montréal, Éditions Bayard, 2012, 127 p.  (ISBN 9782895794684)

##### SérieLe siècle des malheurs
- Pistolero, Montréal, Éditions Boréal, 2017, 133 p.  (ISBN 9782764625286)
- Indochine, Montréal, Éditions Boréal, 2018, 145 p.  (ISBN 9782764625576)
- Plutonium, Montréal, Éditions Boréal, 2019, 129 p.  (ISBN 9782764625729)
- Ténèbres, Montréal, Éditions Boréal, 2019, 152 p.  (ISBN 9782764625965)
- Cicatrices, Montréal, Éditions Boréal, 2020, 154 p.  (ISBN 9782764626184)

##### Autres romans pour adolescents
- Les Lucioles, peut-être, Saint-Lambert, Éditions Héritage, 1994, 189 p.  (ISBN 2-7625-7598-2)
- Absence, Saint-Lambert, Éditions Héritage, 1996, 168 p.  (ISBN 2-7625-8419-1)
- Les Démons de Babylone, Saint-Lambert, Éditions Héritage, 1996, 209 p.  (ISBN 2-7625-8422-1)
- La Marque des lions, Montréal, Édition Boréal, 2002, 109 p.  (ISBN 2-7646-0213-8)
- La Caravane des 102 lunes 2003, Montréal, Édition Boréal, 193 p.  (ISBN 2-7646-0271-5)
- Le Ricanement des hyènes, Montréal, La Courte Échelle, 2004, 153 p.  (ISBN 2-89021-767-1)
- L'Intouchable aux yeux verts, Montréal, Éditions Hurtubise, 2004, 175 p.  (ISBN 978-2-89428-932-7)
- Les Crocodiles de Bangkok, Montréal, Éditions Hurtubise, 2005, 216 p.  (ISBN 2-89428-767-4)
- Le Sentier des sacrifices, Montréal, La Courte Échelle, 2006, 271 p.  (ISBN 2-89021-869-4)
- Au temps de démons, Montréal, Éditions de l'ISatis, 2007,  (ISBN 978-2-923234-42-7)
- Trente-neuf, Montréal, Éditions Boréal, 2008, 151 p.  (ISBN 978-2-7646-0590-5)
- Le Rôdeur du lac, Saint-Lambert, Dominique et compagnie, 2010, 121 p.  (ISBN 978-2-89512-916-5)
- Un massacre magnifique, Montréal, Éditions Hurtubise, 2010, 455 p.  (ISBN 978-2-89647-292-5)
- Le Coup de la girafe, Saint-Lambert, Éditions Soulières, 2012, 104 p.  (ISBN 978-2-89607-150-0)
- D'or et de poussière, Montréal, Éditions Hurtubise, 2012, 267 p.  (ISBN 9782896479696)
- La Dame de Panama, Montréal, Éditions Hurtubise, 2012, 197 p.  (ISBN 978-2-89647-911-5)
- Le Rôle des cochons, Montréal, Québec Amérique, 2014, 246 p.  (ISBN 9782764412459)
- Les Chiens entre eux, Montréal, Québec Amérique, 2014, 261 p.  (ISBN 9782764428009)
- La Forme floue des fantômes, Saint-Lambert, Éditions Soulières, 2014, 236 p.  (ISBN 9782896072767)
- Les Forces du désordre, Montréal, Québec Amérique, 2015, 142 p.  (ISBN 9782764428429)
- Ovni, Saint-Lambert, Éditions Soulières, 2015, 207 p.  (ISBN 9782896073245)
- Cahokia, Montréal, Québec Amérique, 2016, 137 p.  (ISBN 9782764624234)
- Nouvelle-Orléans, Montréal, Québec Amérique, 2016, 191 p.  (ISBN 9782764430620)
- Les Disques mous de la mémoire, Montréal, Éditions Bayard, 2017, 181 p.  (ISBN 9782897700805)
- La Puanteur des morts, Montréal, Québec Amérique, 2017, 404 p.  (ISBN 9782764433812)
- Le Cavalier de l'Abeille, Montréal, Québec Amérique, 2017, 416 p.  (ISBN 9782764434284)
- 13 000 ans et des poussières, Saint-Lambert, Éditions Soulières, 2017, 154 p.  (ISBN 9782896073955)
- Le tribunal des animaux, Montréal, Québec Amérique, 2024, 137 p.  (ISBN 9782764452820)

### Ouvrage documentaire historique
- Cinq histoires d'explorateurs incomparables, Paris, Auzou, 2017, 35 p.  (ISBN 9782733852606)

### Nouvelles
- Mourir éternellement (1975)
- Jadis, tu m'embrasseras (1978)
- La Longue Interview (1979)
- Les Ancêtres (1979)
- Depuis la mort de Grand-père (1980)
- Le Sang des enfants (1986)
- Hammurabi et l'oiseau de Marduk (1989)
- Les Enfants d'Énéïdes (1990)
- Le But ultime (1991)
- Le Lion de Palestine (2002)
- Guinée Palace (2002)
- Natasha...Nathasa... (2003)
- Le Roi sodomite (2004)
- En suivant les alizés (2004)
- Alamout (2004)
- Les Œufs de Pâques (2005)
- Une histoire compliquée (2006)
- Mille mots d'amour (2006)
- Une main sur son sein gauche (2008)
- La Guerre d'Émond (2010)
- Tour en mongolfière (2011)
- Au théâtre du monde (2011)
- Parce que, Paulina (2013)
- Et de ton camion (2014)
- Rouge tranchant (2014)
- Sale argent sale (2014)
- Trésor de famille (2014)
- Pourquoi se battent les chiens (2014)
- En guise d’hebdomadaire (2014)
- La Balle dans le coude de Pancho Villa (2015)
- L'Écho du Terroir (2015)
- La Couleur des territoires (2015)
- L'horreur! disait Kurtz (2016)

## Prix et honneurs
- 1979 - Prix Dagon, Les Ancêtres[3]
- 1987 - Finaliste au Prix Boréal de la meilleure nouvelle, Le sang des enfants[9]
- 2003 - Prix du livre M. Christie, sceau d'argent pour Le parfum des filles[10]
- 2004 - Finaliste au Prix Saint-Pacôme du roman policier, Les Enfants de chienne[11]
- 2005 - Prix du Gouverneur général du Canada, catégorie littérature jeunesse de langue française - texte, Le Ricanement des hyènes[7]
- 2008 - Finaliste au Prix du Gouverneur général, catégorie littérature jeunesse de langue française - texte, Trente-neuf[7]
- 2009 - Finaliste au Prix Alvine-Bélisle, Trente-neuf[12]
- 2011 - Finaliste au Prix du Gouverneur général, catégorie littérature jeunesse de langue française - texte, Un massacre magnifique[7]
- 2013 - Finaliste au Prix du Gouverneur général, catégorie littérature jeunesse de langue française - texte, D'or et de poussière[7]
- 2015 - Prix Alibis de la meilleure nouvelle, En guise d’hebdomadaire[8]
- 2017 - Finaliste Prix Alvine-Bélisle
- 2018 - Finaliste Prix du Gouverneur général : littérature jeunesse de langue française - texte pour 13 000 ans et des poussières[7]
- 2018: Finaliste, Prix jeunesse des Univers parallèles, OVNI[13]
- 2019: Finaliste Prix Espiègle, 5 cadavres[14]
- 2020 - Finaliste Prix du Gouverneur général : littérature jeunesse de langue française - texte, Cicatrices
- 2021 - Finaliste Prix Hackmatack, Tsunami sur l'île interdite[15]

### Distinctions
La bibliothèque municipale de la ville de Forestville sur la Côte-Nord porte le nom de Bibliothèque Camille-Bouchard en son honneur.